# (16438) Knöfel
(16438) Knöfel est un astéroïde de la ceinture principale.

## Description
(16438) Knofel est un astéroïde de la ceinture principale. Il fut découvert le 11 janvier 1989 à Tautenburg par Freimut Börngen. Il présente une orbite caractérisée par un demi-grand axe de 2,73 UA, une excentricité de 0,05 et une inclinaison de 4,6° par rapport à l'écliptique.

## Compléments